# Hedi
Hedi is een stad in de provincie Shanxi in China. Hedi hoort bij de prefectuur Yangquan. Een stadswijk van Hedi is Renjiayu.